# Mas Vilella (Súria)
Mas Vilella és una masia de Súria (Bages) protegida com a Bé Cultural d'Interès Local.

## Descripció
Edifici de planta rectangular de dues plantes, fet de totxo i amb teulada a doble vessant. La façana es troba molt reformada, presentant una llegenda que diu "MAS VILELLA any 1913" a la part superior. Segons informació oral, aquesta construcció segurament està aixecada sobre una anterior de la que no es veuen restes. Al seu interior té dues tines de forma quadrangular, però es troba totalment reformada.

## Història
En un cens de 1877 apareix com "alqueria La Vilella", que consta d'un edifici de dos pisos habitat constantment.